# Zūr Āzemā
Zūr Āzemā (persiska: زور آزما, Zūrāzemā) är en ort i Iran.   Den ligger i provinsen Kohgiluyeh och Buyer Ahmad, i den centrala delen av landet, 500 km söder om huvudstaden Teheran. Zūr Āzemā ligger 605 meter över havet och antalet invånare är 190.
Terrängen runt Zūr Āzemā är varierad. Runt Zūr Āzemā är det ganska glesbefolkat, med 47 invånare per kvadratkilometer. Närmaste större samhälle är Līkak, 11,4 km sydost om Zūr Āzemā. Trakten runt Zūr Āzemā är ofruktbar med lite eller ingen växtlighet.